# Trouble Along the Way
Trouble Along the Way is een Amerikaanse dramafilm uit 1953 onder regie van Michael Curtiz.

## Verhaal
Na zijn scheiding houdt footballtrainer Steve Williams de voogdij over zijn dochter. Hij raakt verwikkeld in een schandaal bij een katholieke school.

## Rolverdeling
| Acteur          | Personage               |
| --------------- | ----------------------- |
| John Wayne      | Steve Aloysius Williams |
| Donna Reed      | Alice Singleton         |
| Charles Coburn  | Broeder Burke           |
| Tom Tully       | Broeder Malone          |
| Sherry Jackson  | Carol Williams          |
| Marie Windsor   | Anne Williams McCormick |
| Tom Helmore     | Harold McCormick        |
| Dabbs Greer     | Broeder Peterson        |
| Leif Erickson   | Provinciaal             |
| Douglas Spencer | Procurator              |
| Lester Matthews | Kardinaal O'Shea        |
| Chuck Connors   | Stan Schwegler          |